# Chemin de fer de Commentry à Montluçon

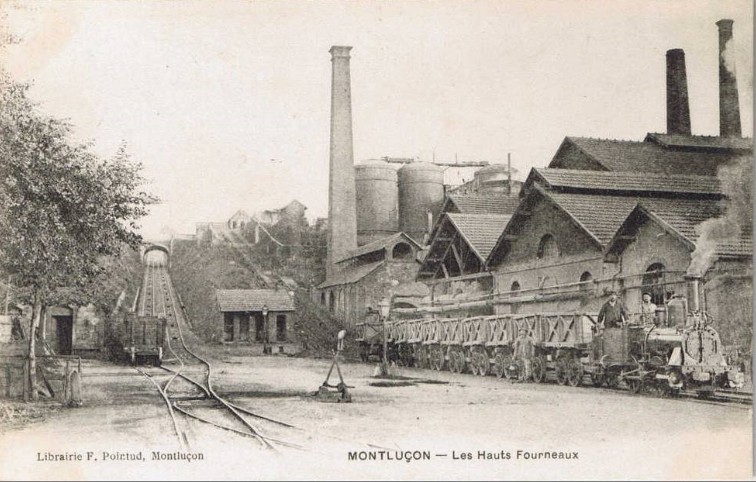
Steilstrecke „Châteauvieux“ des Chemin de fer de Commentry à Montluçon (links) bei Les Hauts Fourneaux, im Hintergrund die Brücke der Straße nach Paris (um 1910)

Der Chemin de fer de Commentry à Montluçon war eine meterspurige Industriebahn im französischen Département Allier.

## Geschichte und Beschreibung
Zweck der im örtlichen Sprachgebrauch auch „Chemin de fer à ficelle“ genannten Bahn war der Transport von in den Bergwerken von Commentry geförderter Steinkohle zu den Eisenhütten in Montluçon sowie zum dortigen Hafen am Canal de Berry. In der Gegenrichtung wurde am Hafen angeliefertes Grubenholz zu den Bergwerken sowie Eisenerz zu den Hütten befördert.

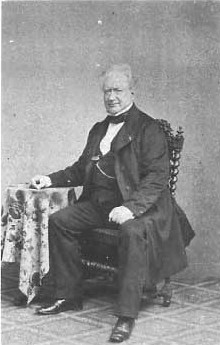
Stéphane Mony

Die Lizenz für den Bau und den Betrieb der Bahn wurde den Eigentümern der Bergwerke, den Brüdern Rambourg, am 16. Februar 1844 für einen Zeitraum von 99 Jahren erteilt. Zwischen dem 1840 für die Schifffahrt freigegebenen Hafen Montluçon und dem Endpunkt in Commentry betrug die Streckenlänge 16 Kilometer. Im Jahr 1846 wurde die Bahn in Betrieb genommen, 1857 kamen im Bereich der Bergwerke zwei insgesamt 2 Kilometer lange Anschlussgleise zu mehreren Schächten hinzu. Am 18. März 1865 erhielt die Bahn die Konzession für einen Abzweig zum Bahnhof Commentry der Compagnie du chemin de fer de Paris à Orléans (PO) an der Bahnstrecke Montluçon–Moulins, am 4. Dezember 1876 für eine 9 Kilometer lange Verlängerung von Commentry zum Bergwerk in Les Bourdignats; 1878 wurde letztere bis Montvicq in Betrieb genommen.

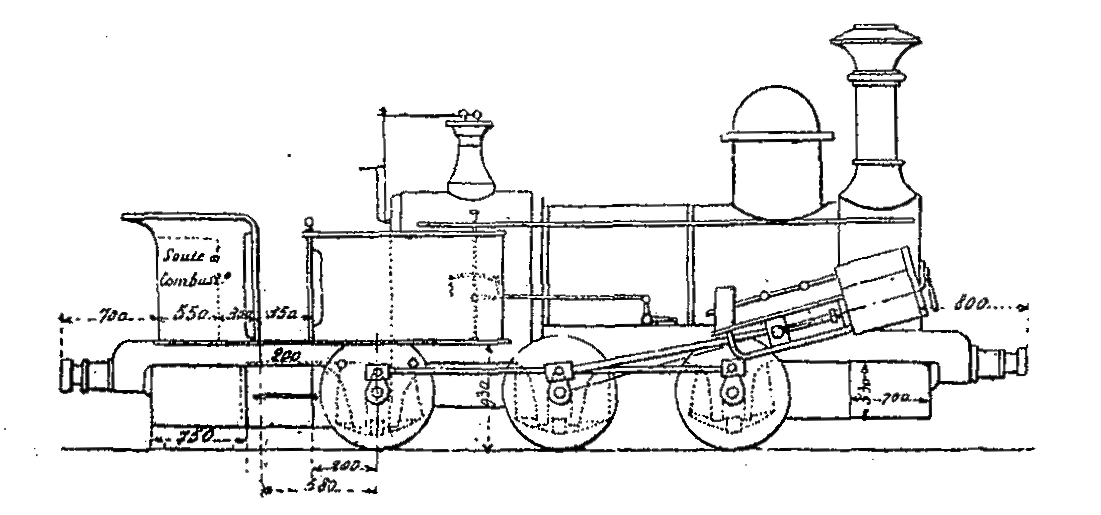
Zeichnung der 1867 in Paris ausgestellten Lokomotive

C-gekuppelte Lokomotive des Chemin de fer de Commentry à Montluçon (1921)

Geplant wurde die Bahn von Stéphane Mony, der als Ingenieur am Bau der Bahnstrecke Paris–Saint-Germain-en-Laye beteiligt gewesen und nun als Bergwerksdirektor in Commentry tätig war. Beginnend am Hafen am Canal de Berry in Montluçon erreichte die Bahn das Hüttenwerk Saint Jacques und querte anschließend auf einer hölzernen Brücke den Fluss Cher. Letztere wurde am 2. Juni 1855 durch ein Hochwasser zerstört und durch eine „Pont des Usines“ bzw. „Pont Noir“ genannte Metallkonstruktion auf zwei Pfeilern ersetzt. Nach dem Passieren der Eisenhütte Les Hauts Fourneaux, dem ursprünglichen Grund für den Bahnbau, folgte die 243 Meter lange Steilstrecke „Châteauvieux“. Mittels einer stationären Dampfmaschine an deren oberem Ende überwanden die Züge hinter einem Traktionswagen, der von einem Seil gezogen wurde, bei einer Steigung von 12 % einen Höhenunterschied von 40 Metern.
Nach 2 Kilometern ebener Strecke wurde der Fluss Lamaron auf einer Brücke, dem Viaduc du Diénat, gekreuzt. Sie war ebenfalls in Holzbauweise errichtet, wies aber 20 gemauerte Pfeiler auf. 1855 wurde sie durch einen aufgeschütteten Damm ersetzt. Unmittelbar danach folgte mit der Rampe „Marignon“ (fr: Plan incliné de Marignon) eine zweite Steilstrecke. Auf 806 Meter Länge wurde, ebenfalls mit Hilfe einer ortsfesten Dampfmaschine, bei einer Steigung von 16 % am Seil ein Höhenunterschied von 135 Metern bewältigt. Die 11 Kilometer lange Strecke von dort bis Commentry wies nur noch einen Höhenunterschied von 10 Metern auf. Am oberen Ende beider Steilstrecken stand jeweils ein Beobachtungsturm.
Zunächst wurden die Wagen abseits der Rampen ausschließlich von Pferden gezogen. Im Jahr 1850 besaß die Bahn mehr als 400 als „Maries“ bezeichnete, offene Wagen, von denen jeder leer 850 kg wog. Ein Pferd konnte drei mit Steinkohle oder sechs mit Koks beladene Wagen bewegen. Ab 1854 kamen B-gekuppelte, 5 Tonnen schwere Dampflokomotiven zum Einsatz, die bei der Société de Commentry, Fourchambault et Decazeville gebaut wurden. 1867 wurden sie durch in Commentry gebaute C-Kuppler mit einem Gewicht von 15 Tonnen ersetzt. Eine dieser Lokomotiven wurde auf der Weltausstellung des Jahres 1867 in Paris gezeigt.
Zeitweise verkehrten bis zu vier Züge pro Stunde und Richtung. Im Jahr 1882 förderte die Mine Commentry 451.000 Tonnen Steinkohle, der höchste Jahreswert lag bei 600.000 Tonnen. Insgesamt wurden von der Bahn pro Jahr bis zu 1 Million Tonnen Kohle befördert. Da die Fabriken und Bergwerke der Gegend sukzessive regelspurige Gleisanschlüsse seitens der PO erhielten, ging das Verkehrsaufkommen der Bahn dann allmählich zurück. Die Rampe Marignon war bis 1925 in Betrieb, in der Folge wurde der Abschnitt von dort nach Commentry stillgelegt. Der verbliebene Bereich diente zum Abtransport von Schlacken aus den Fabriken von Montluçon. 1940 endete auch dort der Verkehr; in der Zeit der deutschen Besetzung Frankreichs im Zweiten Weltkrieg wurden die Gleise in den Jahren 1942/43 abgebaut.